# Mandurama
Mandurama is een plaats in de Australische deelstaat New South Wales.